# Renato Eduardo de Oliveira Ribeiro
Renato Eduardo de Oliveira Ribeiro, noto semplicemente come Renato (Belo Horizonte, 28 aprile 1985), è un ex calciatore brasiliano, di ruolo centrocampista.